# Cizara sculpta
Cizara sculpta là một loài bướm đêm thuộc họ Sphingidae. Nó được tìm thấy ở miền nam và miền đông Ấn Độ, Myanma, tây nam Trung Quốc, Thái Lan và Việt Nam.
Sải cánh dài 50–70 mm. Nó gần giống loài Cizara ardeniae. Ấu trùng ăn Randia dumetorum ở Ấn Độ và Gardenia jasminoides ở Lào và Thái Lan.